# União dos Fuzileiros Lituanos
A União dos Fuzileiros da Lituânia (UFL, em lituano:  Lietuvos šaulių sąjunga), também conhecido como Šauliai (os fuzileiros; do lituano šaulys), é uma organização paramilitar sem fins lucrativos apoiada pelo Governo da Lituânia. Suas atividades estão em três áreas principais: treinamento militar, esporte e cultura, mas variam entre tempos de paz e de guerra.
Durante os tempos de paz, a missão da LRU é preparar os cidadãos da Lituânia para a resistência armada e desarmada, garantir a segurança pública e defender a integridade e independência da Lituânia. Durante a guerra, destina-se a apoiar as Forças Armadas da Lituânia com as unidades de combate da LRU e a utilizar outras unidades para ajudar a garantir a estabilidade interna, defender infraestruturas críticas, organizar a resistência armada e desarmada nos territórios ocupados, proteger os civis e defender a integridade territorial. e independência da Lituânia.

## História

### Estabelecimento

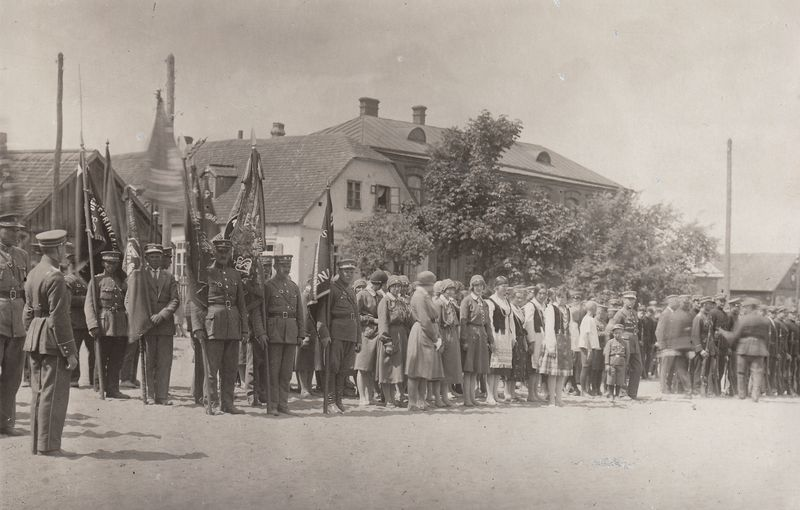
Evento do 12º Regimento da União de Fuzileiros Lituanos em Panevėžys em 1930

A União dos Fuzileiros Lituanos foi criada em Kaunas em 27 de junho de 1919 como uma seção de tiro dentro da União Esportiva da Lituânia. Vários acontecimentos históricos determinaram o estabelecimento da União - a Lituânia acabava de declarar a independência e afirmava-a nas guerras contra o Exército Vermelho Bolchevique, o Exército Voluntário da Rússia Ocidental e as jovens Forças Armadas Polacas.
Vladas Putvinskis e Matas Šalčius foram os ativistas mais importantes por trás da ideia de formar uma União, e Putvinskis tornou-se o primeiro comandante da LRU e seu principal ideólogo. Ambos tiveram a ideia de formar um grupo paramilitar quase ao mesmo tempo, mas o alcance que imaginavam era diferente.
Em 1919, Matas Šalčius juntamente com Antanas Vienuolis-Žukauskas, Faustas Kirša e outros funcionários do Gabinete de Imprensa decidiram formar uma organização que fosse capaz de proteger a cidade de Kaunas; eles pretendiam chamá-lo de Batalhão de Aço. Ao mesmo tempo, outra iniciativa foi lançada por um grupo liderado por Putvinskis, e eles prepararam um estatuto para a organização. O seu objetivo era apoiar os militares lituanos em todo o território lituano. Em junho de 1919, os funcionários da Assessoria de Imprensa convidaram Putvinskis para a reunião. Putvinskis juntou-se à organização que estava sendo criada e tornou-se um dos membros mais ativos.
Houve muitos lituanos famosos e importantes entre os fundadores da União, incluindo os escritores Antanas Vienuolis-Žukauskas, Juozas Tumas-Vaižgantas, e Balys Sruoga, o poeta Faustas Kirša, o pintor Antanas Žmuidzinavičius, o zoólogo Tadas Ivanauskas, e muitos outros. No início, apenas civis participavam na LRU, mas mais tarde soldados e oficiais começaram a juntar-se ativamente às suas fileiras. Isto reflecte o objectivo principal da organização – unir os civis que querem apoiar os militares.
A ideologia e os princípios orientadores da LRU foram influenciados por organizações semelhantes anteriores: Sokol na Checoslováquia, Suojeluskunta na Finlândia e uma organização paramilitar da Suíça. Putvinskis afirmou que “a União dos Fuzileiros é uma organização de cidadãos livres, que oferecem seu tempo e esforços para proteger sua pátria”.

### Divisão administrativa
Após a sua criação em 1919, a LRU expandiu-se rapidamente por toda a Lituânia; muitos guerrilheiros das guerras recentes juntaram-se à União. No início, a organização foi dividida em seções que cobriam todo o território lituano, e as seções contavam com unidades de fuzileiros. Em 1925, foi realizada uma reforma administrativa, dividindo a organização em regimentos, em linha com a divisão administrativa da Lituânia em distritos. Em 1936, um regimento separado foi criado para trabalhadores da indústria ferroviária e membros de suas famílias imediatas.

### Atividades em 1919-1940

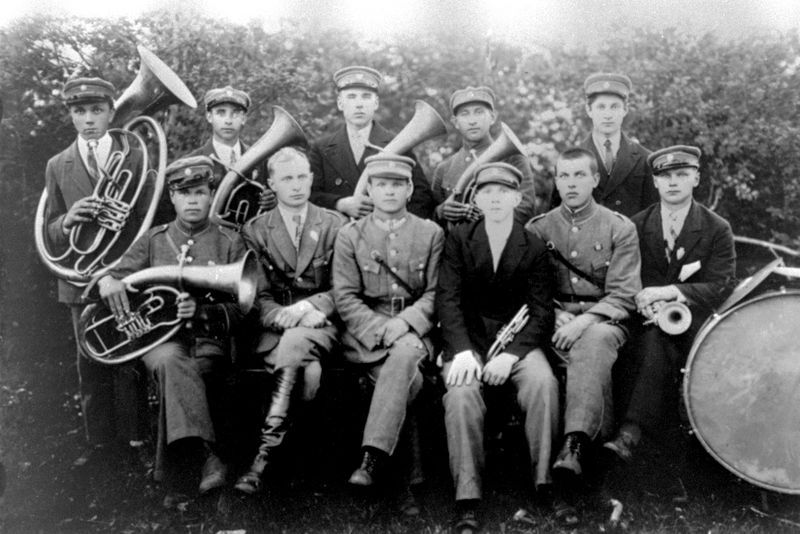
Uma das muitas orquestras dos Fuzileiros Lituanos (Salakas, 1931)

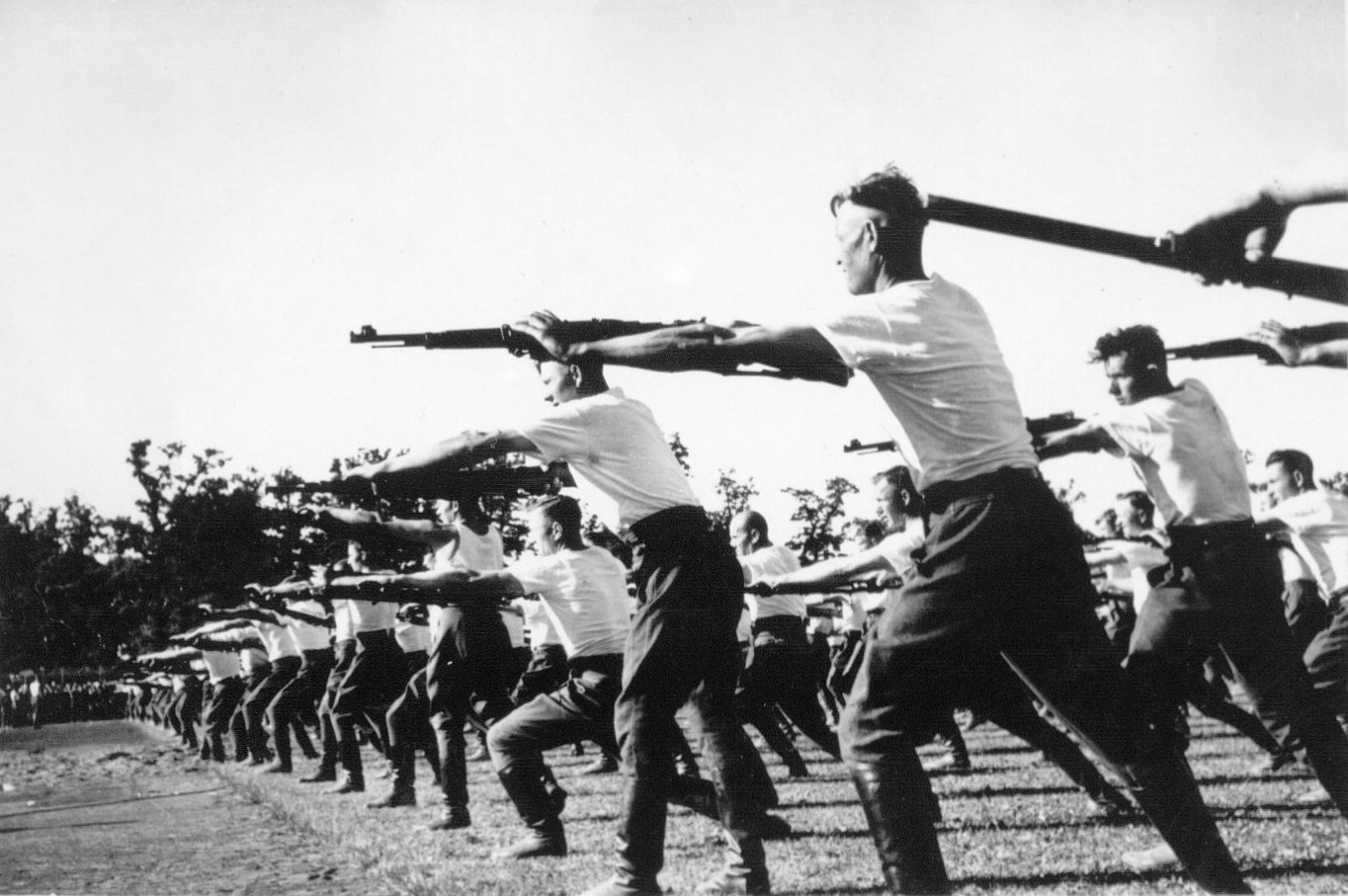
Exercícios dos fuzileiros lituanos, 1939

A LRU teve três áreas principais de atividades em 1919-1940 – cultura, esporte e treinamento militar. As unidades de fuzileiros tinham teatros, bibliotecas e clubes esportivos, além de orquestras e bandas militares. O sindicato publicou a revista semanal Trimitas. Os fuzileiros eram obrigados a se educar e a participar na educação da sociedade. Para ajudar, pretendiam construir centros de fuzileiros em todas as cidades e vilas onde o sindicato atuava, tendo como missão a defesa nacional. Centros foram construídos em Utena, Tauragė, Alytus e algumas outras cidades e vilas. Os centros serviam como locais de encontro e treinamento de fuzileiros, além de abrigar seus clubes e administração e sediar atividades culturais.
A organização recebeu uma base jurídica única. Em 1921, 1924 e 1935, foram aprovadas leis sobre a LRU que definiam as atividades da organização e suas funções no Estado. As leis visavam restringir a autonomia da LRU e ligá-la o mais estreitamente possível ao Ministério da Defesa e às forças armadas. Em 1935, a LRU passou a estar diretamente subordinada ao Chefe da Defesa. A lei aboliu a dupla liderança – anteriormente a organização era liderada pelo Presidente do Conselho Central, eleito pelos fuzileiros, e pelo Comandante da LRU, nomeado pelo Ministro da Defesa. Assim, os fuzileiros foram totalmente integrados na estrutura defensiva do país e os comandantes militares distritais tornaram-se comandantes de regimentos de fuzileiros.
Foi registrado que em 1935 a LRU contava com 33.276 membros, dos quais 24.976 eram militares. A organização contava com 7.371 fuzis e 32 metralhadoras. 
Em 1940, a LRU tornou-se uma das maiores e mais populares organizações do país, com cerca de 62.000 membros. Homens e mulheres eram ativos na organização. A LRU tinha unidades de estudantes universitários, incluindo as corporações estudantis Saja e Živilė. Muitos políticos famosos (Antanas Smetona, Rapolas Skipitis, Mykolas Sleževičius, Juozas Urbšys), artistas e outros membros da elite cultural (Antanas Žmuidzinavičius, Unė Babickaitė-Graičiūnienė também conhecido como Une Bay, Antanas Vienuolis-Žukauskas, Petras Vaičiūnas), cientistas (Tadas Ivanauskas, Augustinas Janulaitis, Liudas Vailionis, Antanas Graugrokas) eram atuantes no sindicato. Embora a maioria dos membros fosse originária da classe dos agricultores, os princípios fundamentais da União também apelavam a outras classes. Os membros da organização são registrados na revista 

### Ocupação soviética e alemã
Em 15 de junho de 1940, a União Soviética ocupou a Lituânia, e os fuzileiros, como o resto dos militares, receberam ordens de não resistir. Aleksandras Barauskas, fuzileiro e guarda de fronteira, foi morto por soldados do Exército Vermelho na madrugada de 15 de junho. O novo Governo Popular Soviético da Lituânia tomou imediatamente medidas para liquidar a união. O seu comandante, coronel Pranas Saladžius, foi demitido em 19 de junho de 1940, e o chefe da divisão de defesa, general Vincas Vitkauskas, que cooperava com os soviéticos, ordenou que os fuzileiros entregassem as armas aos militares em 25 de junho de 1940. Em 13 de julho de 1940, foi emitida uma ordem soviética para liquidar a união. Nos meses seguintes, vários dos fuzileiros mais ativos foram presos como “inimigos do povo” e enviados para vários Gulags. Em junho de 1941, os soviéticos iniciaram uma deportação em massa que tinha como alvo "elementos anti-soviéticos", incluindo os fuzileiros. Entre os deportados estavam o comandante do LRU, coronel Pranas Saladžius, comandante honorário da seção feminina Emilija Putvinskienė, comandante do Regimento Utena, tenente-coronel Pranas Bronevičius, chefe da seção cultural Vincas Daudzvaras e outros. Os fuzileiros restantes começaram a formar grupos anti-soviéticos e desempenharam um papel na revolta de 23 de junho de 1941, mas não há dados específicos sobre quantos membros participaram dela.
No dia 22 de junho de 1941, a Alemanha nazista invadiu a União Soviética e também ocupou os Estados Bálticos. Inicialmente tratada como “libertadora”, a situação tornou-se mais tarde numa situação de “resistência passiva” contra os nazis. Durante a ocupação nazista, ex-fuzileiros formaram várias organizações clandestinas, como Laisvės šauliai (Fuzileiros da Liberdade), com o objetivo de restaurar a independência da Lituânia.
Quando os soviéticos regressaram em meados de 1944, muitos fuzileiros juntaram-se aos guerrilheiros lituanos e travaram uma guerra de guerrilha contra a União Soviética. Dois dos oito guerrilheiros que assinaram a declaração da União dos Combatentes pela Liberdade da Lituânia em 16 de fevereiro de 1949 eram ex-fuzileiros: Leonardas Grigonis-Užpalis e Juozas Šibaila-Merainis. Alguns outros ex-fuzileiros também foram proeminentes entre os guerrilheiros, incluindo Juozas Vitkus-Kazimieraitis, Zigmas Drunga-Mykolas Jonas, Dominykas Jėčys-Ąžuolis e Vladas Montvydas-Žemaitis.

### Restauração da União

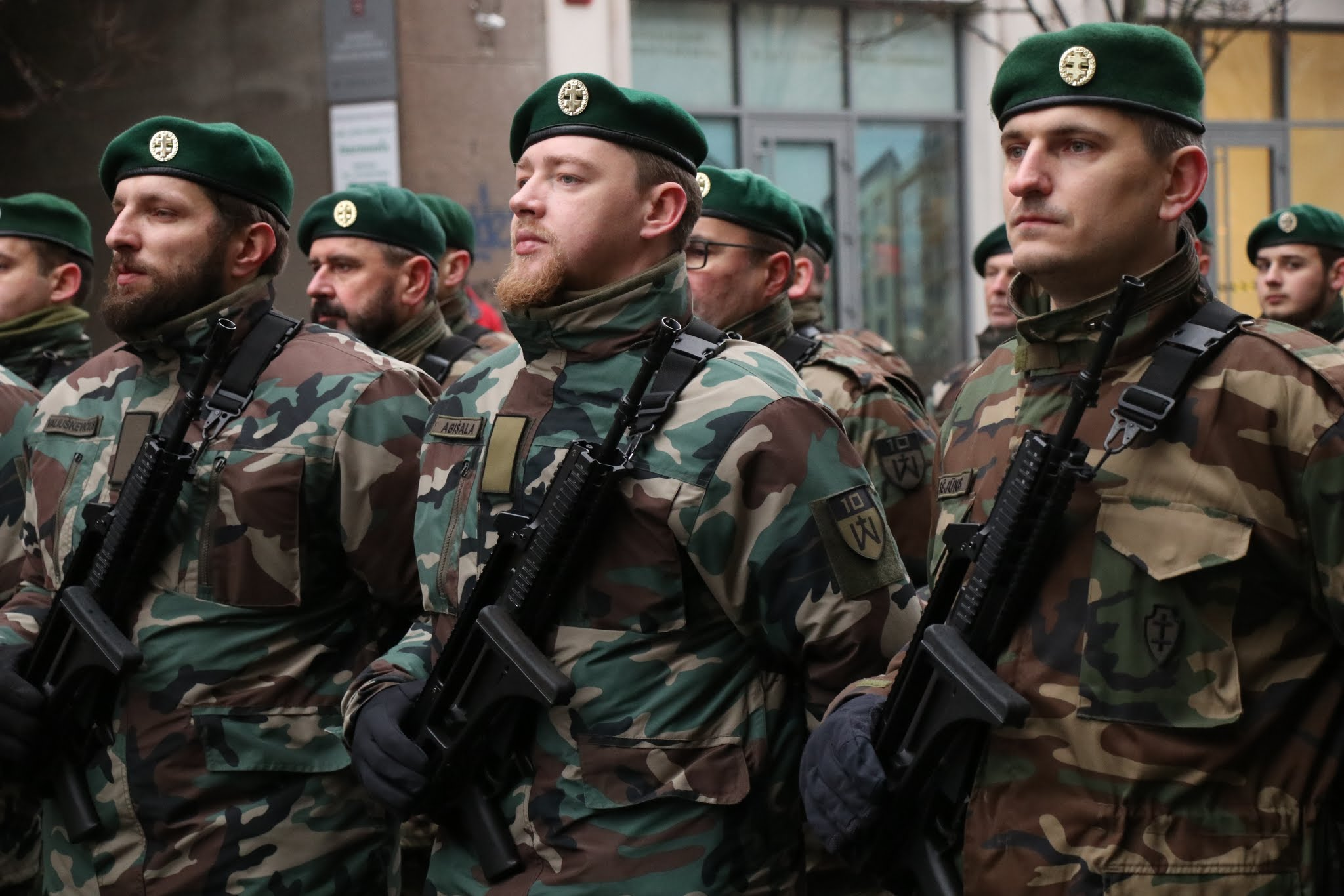
Formação dos Membros de Combate da União dos Fuzileiros Lituanos

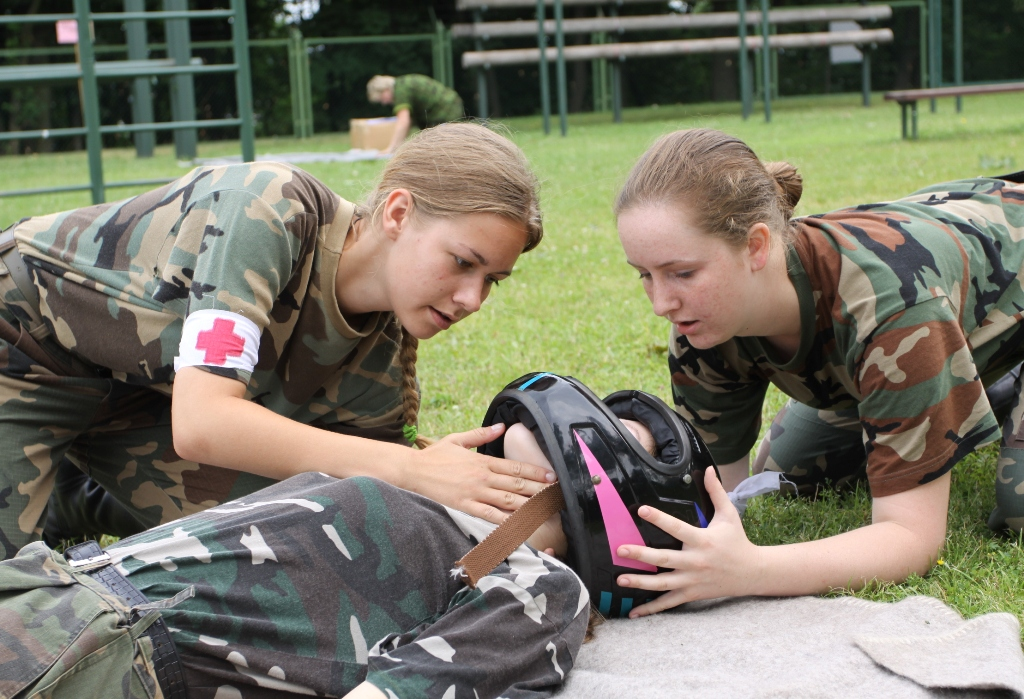
Treino de primeiros socorros

As primeiras tentativas de restauração da LRU foram feitas ainda durante a ocupação, quando começou o movimento pela reforma. Em 1 de junho de 1989, durante um protesto em Kaunas por parte de um clube de ex-exilados e do partido Democrata, a restauração da LRU foi oficialmente anunciada. Em 20 de setembro de 1989, os ativistas prestaram juramento em Kelmė, no túmulo de Putvinskis, fundador e ideólogo da LRU. Esse dia é considerado o dia da restauração da LRU na Lituânia.
Os membros da restaurada União dos Fuzileiros Lituanos foram activos no movimento pela reforma, foram especialmente activos na guarda do Parlamento Lituano e de outros edifícios do Estado durante os Eventos de Janeiro de 1991 e posteriormente. Em 13 de janeiro de 1991, dois membros do regimento de fuzileiros de Vilnius foram mortos: Ignas Šimulionis e Darius Gerbutavičius. Em 19 de maio, num ponto de passagem de fronteira em Krakūnai, um fuzileiro e um guarda de fronteira, Gintaras Žagunis, foram mortos a tiros.

## Divisões administrativas

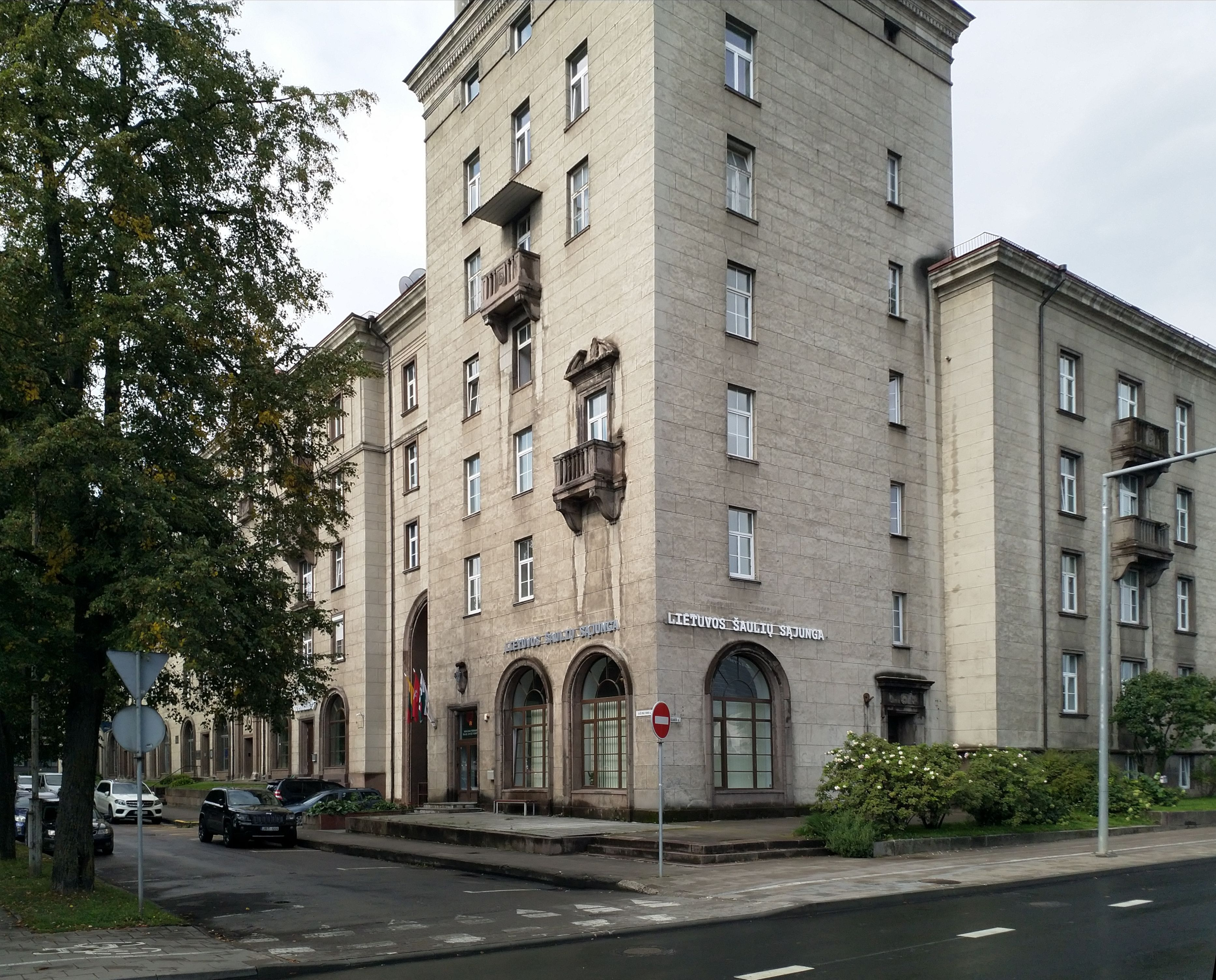
Sede em Vilnius, Washington Square

Atualmente, o LRU está dividido em dez regimentos de fuzileiros (šaulių rinktinė):
1. Oficial Antanas Juozapavičius 1ª Unidade Territorial de Fuzileiros (em lituano:  Karininko Antano Juozapavičiaus 1-oji šaulių rinktinė)
2. Vytautas, o Grande 2ª Unidade Territorial de Fuzileiros (em lituano:  Vytauto Didžioji 2-oji šaulių rinktinė)
3. Fuzileiros do Oeste (Mar) 3ª Unidade Territorial de Fuzileiros (em lituano:  Vakarų (Jūros) šaulių 3-oji šaulių rinktinė)
4. Suvalkija 4ª Unidade Territorial de Fuzileiros (em lituano:  Suvalkijos šaulių 4-oji šaulių rinktinė)
5. Alfonso Smetono 5ª Unidade Territorial de Fuzileiros (em lituano:  Alfonso Smetonos 5-oji šaulių rinktinė)
6. Gen. Povilo Plechavičiaus 6ª Unidade Territorial de Fuzileiros (em lituano:  Gen. Povilo Plechavičiaus 6-oji šaulių rinktinė)
7. Kęstutis 7ª Unidade Territorial de Fuzileiros (em lituano:  LDK Kęstučio 7-oji šaulių rinktinė)
8. 8ª Unidade Territorial de Fuzileiros da Samogícia (em lituano:  Žemaitijos šaulių 8-oji rinktinė)
9. Prano Saladžiaus 9ª Unidade Territorial de Fuzileiros (em lituano:  Plk. Prano Saladžiaus 9-oji šaulių rinktinė)
10. 10ª Unidade Territorial de Fuzileiros do Rei Mindaugas (em lituano:  Karaliaus Mindaugo 10-oji šaulių rinktinė)

### Filiação

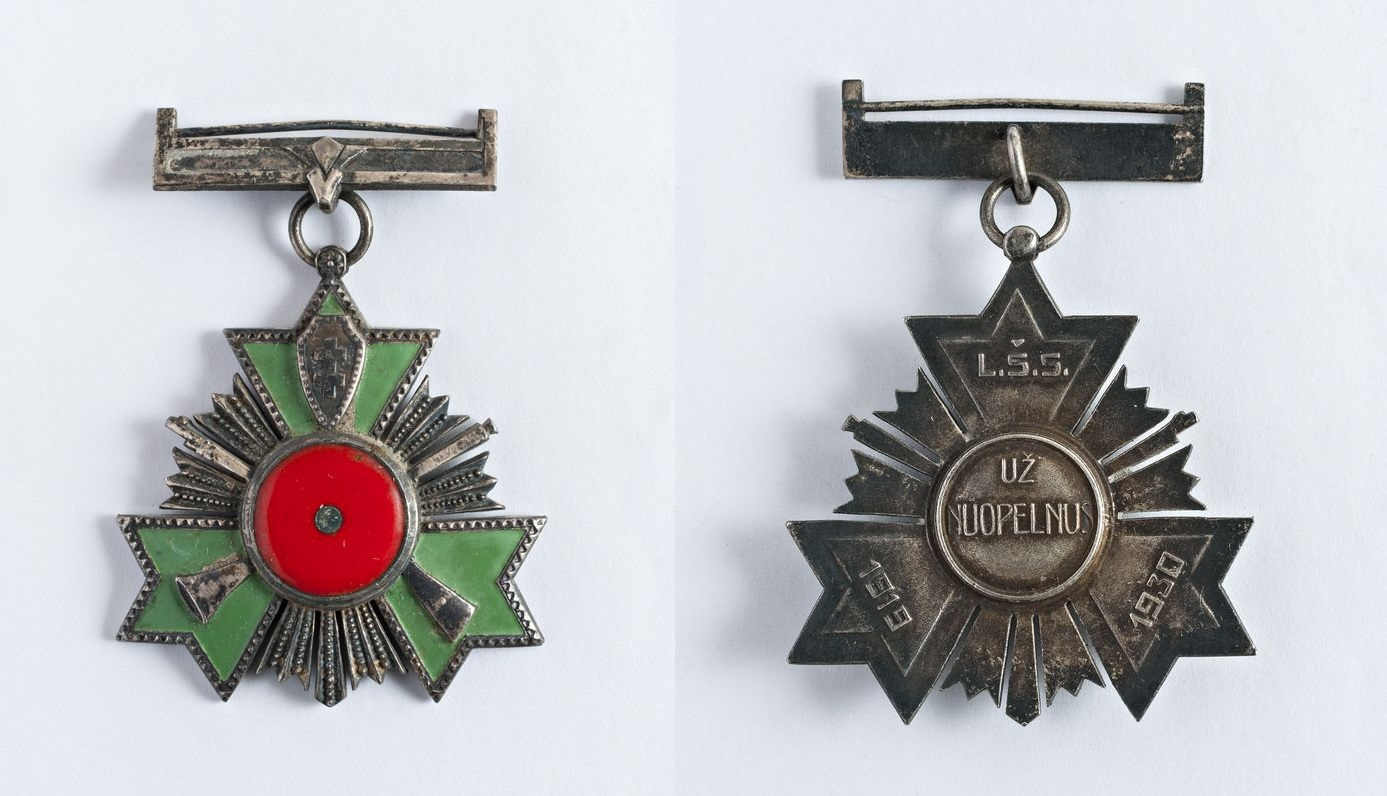
Ordem da Estrela da União dos Fuzileiros da Lituânia, 1930

Depois de a Lituânia ter restabelecido a independência em 1990, a organização foi restaurada, mas não recuperou a sua antiga popularidade ou influência. O número atual de membros da União dos Fuzileiros Lituanos é de 10.137 (no período entre guerras eram 62.000). Metade dos membros são Jovens Fuzileiros (11–18 anos), 40% são Fuzileiros de Combate (18 anos até a morte) e o restante são Fuzileiros Não Combatentes. 
A LRU valoriza muito as suas tradições, por isso as atividades são semelhantes ao que eram no passado: há atividades desportivas e culturais, está a ser publicada a revista Trimitas (a Trombeta) da LRU, os membros são incentivados a interessar-se pela história de o país.
De acordo com a lei da União dos Fuzileiros Lituanos, qualquer cidadão lituano com mais de 11 anos e que fale a língua oficial pode aderir à União. Os membros são divididos em dois grupos:
1. Jovens fuzileiros – jovens, de 11 a 18 anos. Todos os jovens fuzileiros prestam juramento honorário ao aderirem à União. Os jovens fuzileiros recebem formação baseada num programa de 4 níveis. Em cada nível estudam a história da Lituânia, recebem formação em liderança e treino militar. No final do nível eles passam em um exame e recebem um certificado e uma placa. A partir de 2002, são organizados todos os verões acampamentos de verão para jovens fuzileiros, bem como cursos de verão e o campo de treinamento internacional "Žalgiris".
2. Fuzileiros – maiores de 18 anos, que prestam juramento de fuzileiro. Os fuzileiros preparam-se para a resistência armada e desarmada. O Comando LRU também opera uma banda de milícia, uma empresa de guarda de honra, um clube de esporte e tecnologia. Fuzileiros pertencentes às unidades de combate guardam vários locais na Lituânia.
A LRU funciona de acordo com uma lei sobre LRU, adotada pelo parlamento lituano em 2010, e um Estatuto aprovado pelo Ministério da Defesa. O órgão máximo de governo da União é a Conferência dos Membros. Decide sobre os assuntos mais importantes da Organização, adota decisões e aprova o Comandante da LRU que é escolhido pelo Ministro da Defesa. O atual comandante da LRU é o tenente-coronel Linas Idzelis, que iniciou seu mandato em 2023. 
A LRU coopera ativamente com as instituições governamentais: os militares lituanos, o departamento de polícia, o departamento de bombeiros e resgate, o serviço de guarda de fronteiras do estado da Lituânia e outros.

### Alunos fuzileiros

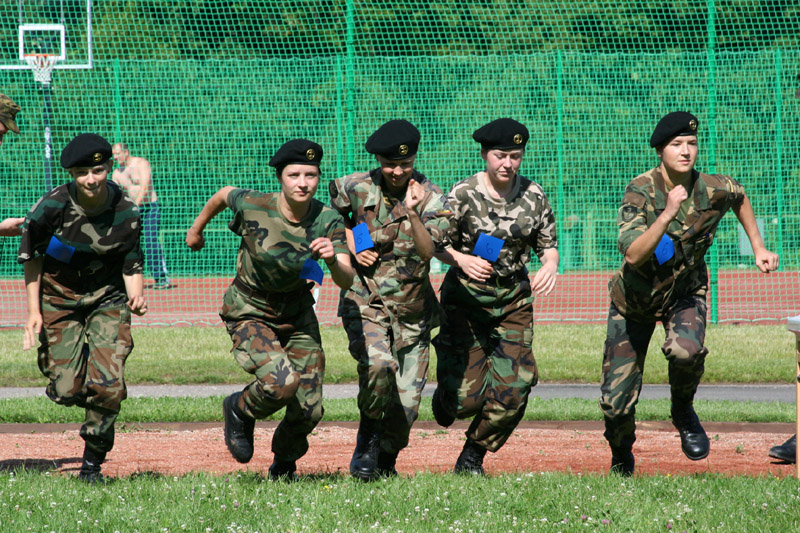
Exercícios de treinamento de jovens fuzileiros

A LRU também inclui uma corporação estudantil de fuzileiros, SAJA. A palavra "saja" é um neologismo lituano, cunhado por estudantes fuzileiros para a palavra "corporação", quando criaram a primeira corporação estudantil de fuzileiros na Universidade Vytautas Magnus em 1934. Em 2007, foi criado um clube para estudantes fuzileiros e, em 19 de maio de 2010, tornou-se a SAJA, corporação estudantil de fuzileiros lituanos.
A corporação tem como objetivo promover o sindicato dos fuzileiros nas universidades e unir os estudantes fuzileiros. A corporação possui seções em Vilnius, Kaunas e Klaipėda. Os membros participam nas atividades da LRU, ajudam na organização dos acampamentos de verão para jovens fuzileiros e cooperam com outras organizações universitárias.

### União dos Fuzileiros no exílio
Em Chicago, em 7 de março de 1954, os fuzileiros que fugiram da Lituânia devido à Segunda Guerra Mundial declararam o restabelecimento da LRU, sob o nome de Guarda Nacional da Lituânia no Exílio. Os principais ativistas incluíram Mantautas, Pūtvytė-Mantautienė, Valatkaitis, Kalmantas e outros. Seções da organização atuavam nos Estados Unidos, Reino Unido, Canadá e Austrália.
Atualmente, a Guarda Nacional da Lituânia no Exílio faz parte integrante da LRU. É chefiado por Julius Butkus e atua nos Estados Unidos e no Canadá, apoiando tanto a União quanto as Forças Armadas.

## Liderança

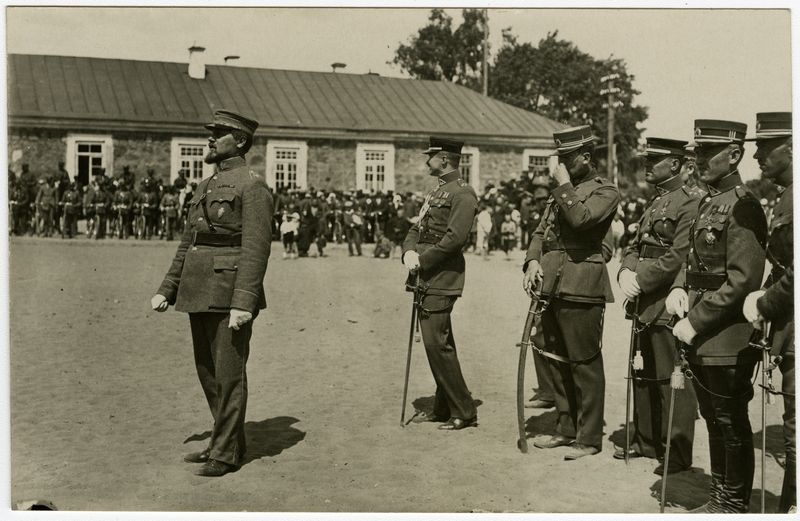
Antanas Žmuidzinavičius lidera celebrações de fuzileiros em 1930

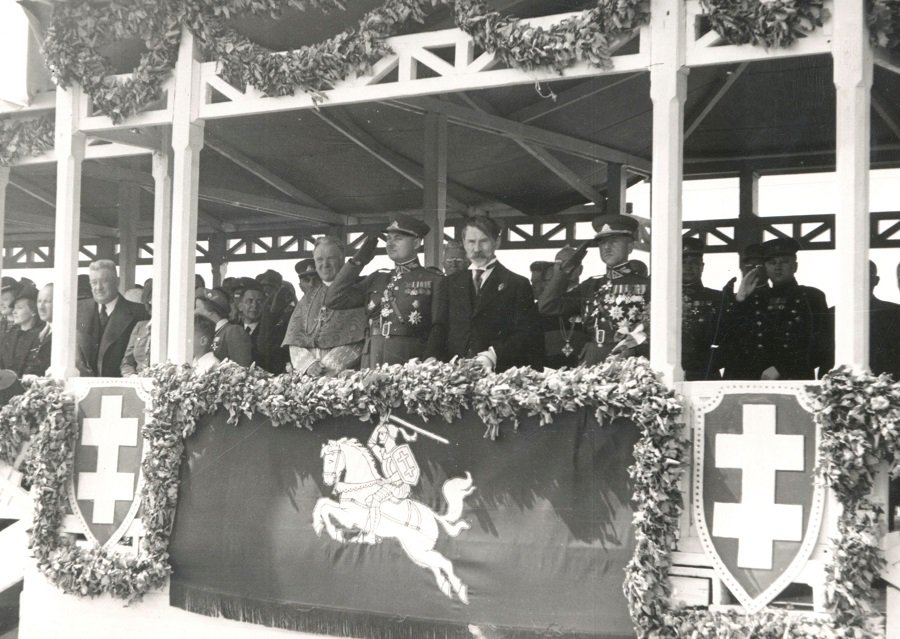
Comemoração do 20º aniversário da União dos Fuzileiros Lituanos

### Comandantes-em-Chefe da União
Os comandantes-chefes da LRU eram: 
- Vladas Putvinskis (1919–1922)
- Pranas Klimaitis (1922–1925)
- Mykolas Kalmantas (1925–1935)
- Pranas Saladžius (1935–1940)
- Romualdas Zykus (1989–1990)
- Aleksandras Bendinskas (1990)
- Gediminas Jankus (1990–1994)
- Rimvydas Mintautas (1994–1997)
- Leonardas Bakaitis (1997–1999)
- Jonas Gečas (1999–2000)
- Bronislovas Vizbaras (interino, 2000–2001)
- Juozas Širvinskas (2001–2010)
- Antanas Plieskis (2010–2014)
- Liudas Gumbinas (2014–2017)
- Gintaras Koryzna (2017-2020)
- Albertas Dapkus ( 2020-2023 )
- Linas Idzelis (desde 2023)[14]

### Presidentes
Os presidentes da LRU foram: 
- Vladas Putvinskis (1919–1922)
- Vincas Krėvė-Mickevičius (1922–1924)
- Stasys Silingas (1924–1925)
- Matas Šalčius (1925–1926)
- Teodoras Daukantas (1926)
- Liudas Vailionis (1926–1927)
- Rapolas Skipitis (1927–1928)
- Vladas Putvinskis (1928–1929)
- Antanas Žmuidzinavičius (1929–1934)

### Patentes
Sede nacional
| Grupo de classificação         | Oficiais generais                          | Oficiais de campo/sênior                                         | Oficiais de campo/sênior |
| ------------------------------ | ------------------------------------------ | ---------------------------------------------------------------- | ------------------------ |
| União dos Fuzileiros Lituanos  |                                            |                                                                  |                          |
| Lietuvos Šaulių Sąjungos vadas | Lietuvos Šaulių Sąjungos vado pavaduotojas | Lietuvos Šaulių Sąjungos vado pavaduotojas, jaunųjų šaulių vadas |                          |

Oficiais
| Grupo de classificação        | Oficiais de campo/sênior    | Oficiais de campo/sênior | Oficiais juniores        | Oficiais juniores | Oficiais juniores |
| ----------------------------- | --------------------------- | ------------------------ | ------------------------ | ----------------- | ----------------- |
| União dos Fuzileiros Lituanos |                             |                          |                          |                   |                   |
| Rinktinės vadas               | Rinktinės vado pavaduotojas | Kuopos vadas             | Kuopos vado pavaduotojas | Būrio vadas       |                   |

Outras classificações
| Grupo de classificação        |                         | Suboficiais                          | Suboficiais                  | Suboficiais                                                                               | Outras classificações | Outras classificações |
| ----------------------------- | ----------------------- | ------------------------------------ | ---------------------------- | ----------------------------------------------------------------------------------------- | --------------------- | --------------------- |
| União dos Fuzileiros Lituanos |                         |                                      |                              |                                                                                           |                       |                       |
| Jaunųjų šaulių vadas          | Vyresnysis specialistas | Būrio vado pavaduotojas (Būrininkas) | Skyriaus vadas (Skyrininkas) | Vyriausias šaulys Skyriaus vado pavaduotojas Vyriausias šaulys Skyriaus vado pavaduotojas | Eilinis Šaulys        |                       |

## Símbolos
Desde o início, o símbolo da organização tem sido uma cruz dupla (cruz Vytis) num escudo. Este é um dos símbolos heráldicos mais antigos usados na Lituânia. É também chamada de cruz Jaguelônica porque foi usada pelo Rei Polonês e pelo Grão-Duque da Lituânia Jogaila. Durante as Guerras de Independência da Lituânia , a cruz Vytis tornou-se um prêmio militar estadual. O estatuto atual da LRU estabelece que o símbolo da União é uma cruz dupla dourada (amarela), inserida numa moldura estilizada de folhas de carvalho douradas (amarelas).
De 1919 a 1940, os fuzileiros receberam distintivos de membro com números. Havia também um crachá separado para apoiadores. Os distintivos eram usados não apenas em uniformes, mas também em roupas civis. O distintivo do fuzileiro é um escudo de metal branco escurecido, com contorno de dupla cruz em seu interior. 